# Клішова-Ноуе
Клішова-Ноуе (рум. Clișova Nouă) — село в Оргіївському районі Молдови. Входить до складу комуни, адміністративним центром якої є село Чокилтень.

## Населення
За даними перепису населення 2004 року у селі проживали 476 осіб.
Національний склад населення села:
| Національність | Кількість осіб | Відсоток |
| -------------- | -------------- | -------- |
| молдавани      | 475            | 99,8%    |
| українці       | 1              | 0,2%     |
| Всього         | 476            | 100%     |